# 15897 Beňačková
15897 Beňačková eller 1997 PD3 är en asteroid i huvudbältet som upptäcktes den 10 augusti 1997 av den tjeckiske astronomen Petr Pravec vid Ondřejov-observatoriet. Den är uppkallad efter sopranen Gabriela Beňačková.